# جون ويلسون (سياسي أمريكي)
جون ويلسون (بالإنجليزية: John Wilson (South Carolina))‏ هو سياسي أمريكي، ولد في 11 أغسطس 1773 في بيلزير في الولايات المتحدة، وتوفي في 13 أغسطس 1828 في الولايات المتحدة. حزبياً، نشط في الحزب الجمهوري الديمقراطي والحزب الديمقراطي. وقد انتخب عضو مجلس النواب الأمريكي.